# アイコナール近似
アイコナール近似（アイコーナルきんじ、英: eikonal approximation）とは、光の波長が充分に短く幾何光学の適用できる場合に、振幅は時間や場所によって緩やかに変化し、位相は屈折率を光の進路にそって積分した光路長によって表すことができるとする近似である。E. H. Bruns（1895年）は、この位相あるいは光路長をギリシャ語で「影像」を表す言葉にちなんで「アイコナール」（ギリシア語: εἰκών）と名付け、アルノルト・ゾンマーフェルトとG.  Lungeは、このアイコナール近似を初めて解析的に具体化した。
量子力学においても、粒子のエネルギーが充分に大きく、古典力学の適用できる場合に粒子の状態を表す波動関数について、その位相変化を古典力学的な粒子の軌道にそった作用積分で表す近似をアイコナール近似という。すなわち屈折率が波長の逆数で決まるので、その波長に、粒子に作用するポテンシャルによって決まる各場所での運動量に対応するド・ブロイ波長を対応させたものに他ならない。その位相をポテンシャルの一次で近似したものをアイコナール近似とよんでいる。さらに高次の近似がアイコナール展開の方法によって調べられている。